# Равнополье (Минская область)
Равнопо́лье (бел. Раўнаполле) — деревня в Пережирском сельсовете Пуховичского района Минской области Республики Беларусь.

## География
Расположена к северо-западу от Руденска и югу от деревни Караваево, находящейся за рекой Свислочь. В начале Центральной улицы деревни есть одноимённый остановочный пункт электропоездов на железнодорожной линии Минск — Осиповичи I.

## Известные лица
В деревне родился Герой Советского Союза Алексей Крайко.